# Mets de Guaynabo 2013 (pallavolo femminile)
Questa voce raccoglie le informazioni riguardanti le Mets de Guaynabo nella stagione 2013.

## Stagione
La stagione 2013 vede l'arrivo di Luis Enrique Ruiz sulla panchina delle Mets de Guaynabo. La squadra viene rivoluzionata rispetto alla stagione precedente: tra le confermate spiccano Nayka Benítez, Dulce Téllez e Lynda Morales; in entrata si registrano ben sette nuovi ingaggi, come quelli del nuovo terzetto di straniere, composto da Caitlyn Donahue, Julie Rubenstein ed Alaina Bergsma; in uscita invece vi sono ben otto giocatrici, come le straniere Kelly Murphy, Kristy Jaeckel e Morgan Beck, oltre che le portoricane Sheila López, Lizzelle Cintrón ed Ania Ruiz.
L'esordio stagione arriva il 25 gennaio, con una sconfitta al tie break in casa delle Lancheras de Cataño. La prima vittoria però non tarda ad arrivare e già nel turno successivo le Mets superano in casa le Orientales de Humacao. Poco dopo l'inizio della stagione regolare la squadra viene ulteriormente rinforzata con l'ingaggio di Millianett Mojica, ciò nonostante le Mets collezionano altre due sconfitte ed una vittoria nelle tre gare successive, prima di inanellare nel mese di febbraio una serie di ben cinque vittorie consecutive, interrotta dalle Pinkin de Corozal. Dopo altre due sconfitte, arrivano altri due successi, tuttavia seguiti da altre due battute d'arresto; viene ulteriormente puntellata la squadra, con l'ingaggio di Stephanie Salas. Nonostante gli sforzi, però, questo rendimento incostante continua anche nelle ultime gare di regular season, in cui le Mets centrano solo due vittorie.
Con 33 punti ed un sesto posto nella stagione regolare, le Mets accedono ai play-off scudetto, prendendo parte al Girone B, impegnate contro Criollas de Caguas, Orientales de Humacao e Leonas de Ponce. La post season inizia bene, con le vittorie esterne sulle Criollas e sulle Orientales, tuttavia le tre sconfitte consecutive che seguono compromettono la qualificazione alle semifinali, riaperta dal nuovo successo sulle Orientales, che manda la squadra allo spareggio con le Criollas, uscendo però di scena con una brutta sconfitta in appena tre set, che vale un sesto posto nella griglia finale.
Tra le Mets si distingue Lynda Morales, inserita nello All-Star Team del torneo.

## Organigramma societario
Area direttiva
- Presidente: Angel Rivero

Area tecnica
- Allenatore: Luis Enrique Ruiz

## Rosa
| N° | Nome               | Ruolo | Data di nascita   | Nazionalità sportiva |
| -- | ------------------ | ----- | ----------------- | -------------------- |
| 1  | Caitlyn Donahue    | P     | 19 novembre 1990  | Stati Uniti          |
| 2  | Stephanie Martines | S/O   | 1993              | Porto Rico           |
| 4  | Julie Rubenstein   | S     | 9 aprile 1987     | Stati Uniti          |
| 5  | Millianett Mojica  | S     | 11 dicembre 1983  | Porto Rico           |
| 6  | Myriam Quijano     | C     | 1987              | Porto Rico           |
| 8  | Nayka Benítez      | L     | 8 febbraio 1989   | Porto Rico           |
| 9  | Dulce Téllez       | C     | 12 settembre 1983 | Porto Rico           |
| 10 | Álida Otero        | S/L   | 1982              | Porto Rico           |
| 12 | Dariam Acevedo     | S     | 15 dicembre 1984  | Porto Rico           |
| 13 | Winna Pellot       | L     |                   | Porto Rico           |
| 14 | Marilitza Matos    | S     | 24 maggio 1992    | Porto Rico           |
| 15 | Alaina Bergsma     | S     | 30 marzo 1990     | Stati Uniti          |
| 16 | Nomarie Esclusa    | P     | 1988              | Porto Rico           |
| 17 | Lynda Morales      | C     | 20 maggio 1988    | Porto Rico           |
| 19 | Stephanie Salas    | L     | 17 febbraio 1992  | Porto Rico           |

## Mercato
| Acquisti | Acquisti           | Acquisti              | Acquisti   |
| R.       | Nome               | da                    | Modalità   |
| -------- | ------------------ | --------------------- | ---------- |
| P        | Caitlyn Donahue    | Kansas State          | definitivo |
| S/O      | Stephanie Martines | ?                     | definitivo |
| S        | Julie Rubenstein   | Pinkin de Corozal     | definitivo |
| C        | Myriam Quijano     | ?                     | definitivo |
| S/L      | Álida Otero        | Criollas de Caguas    | definitivo |
| L        | Winna Pellot       | Lancheras de Cataño   | definitivo |
| S/O      | Alaina Bergsma     | Oregon                | definitivo |
| S        | Millianett Mojica  | Valencianas de Juncos | definitivo |
| L        | Stephanie Salas    | Louisiana Tech        | definitivo |

| Cessioni | Cessioni          | Cessioni            | Cessioni   |
| R.       | Nome              | a                   | Modalità   |
| -------- | ----------------- | ------------------- | ---------- |
| S/O      | Kelly Murphy      | Vaqueras de Bayamón | definitivo |
| S        | Kristy Jaeckel    | UGSÉ Nantes         | definitivo |
| S/O      | Sheila López      | -                   | ritirata   |
| S/O      | Morgan Beck       | -                   | ritirata   |
| S        | Lorraine Morales  | -                   | ritirata   |
| C        | Lizzelle Cintrón  | Pinkin de Corozal   | definitivo |
| S/O      | Ania Ruiz         | Vaqueras de Bayamón | definitivo |
| C        | Jennylee Martínez | Vaqueras de Bayamón | definitivo |

## Risultati

### LVSF

#### Regular season
| 25 gennaio 2013 Coliseo Cosme Beitia Sálamo, Cataño        | Lancheras de Cataño   | 3 - 2 | Mets de Guaynabo      | 23-25, 26-24, 25-23, 23-25, 15-10 |
| 27 gennaio 2013 Coliseo Mario Morales, Guaynabo            | Mets de Guaynabo      | 3 - 0 | Orientales de Humacao | 25-18, 25-19, 25-23               |
| 31 gennaio 2013 Coliseo Salvador Dijols, Ponce             | Leonas de Ponce       | 3 - 1 | Mets de Guaynabo      | 15-25, 28-26, 25-21, 25-22        |
| 2 febbraio 2013 Palacio de Recreación y Deportes, Mayagüez | Indias de Mayagüez    | 1 - 3 | Mets de Guaynabo      | 25-18, 21-25, 23-25, 16-25        |
| 6 febbraio 2013 Coliseo Mario Morales, Guaynabo            | Mets de Guaynabo      | 1 - 3 | Criollas de Caguas    | 23-25, 25-22, 19-25, 16-25        |
| 8 febbraio 2013 Coliseo Carmen Zoraida Figueroa, Corozal   | Pinkin de Corozal     | 1 - 3 | Mets de Guaynabo      | 17-25, 25-23, 16-25, 23-25        |
| 10 febbraio 2013 Coliseo Mario Morales, Guaynabo           | Mets de Guaynabo      | 3 - 2 | Gigantes de Carolina  | 23-25, 26-24, 25-19, 23-25, 15-7  |
| 13 febbraio 2013 Coliseo Rafael Amalbert, Juncos           | Valencianas de Juncos | 1 - 3 | Mets de Guaynabo      | 23-25, 25-23, 21-25, 17-25        |
| 17 febbraio 2013 Coliseo Mario Morales, Guaynabo           | Mets de Guaynabo      | 3 - 2 | Vaqueras de Bayamón   | 25-18, 25-18, 20-25, 15-25, 16-14 |
| 23 febbraio 2013 Coliseo Héctor Solá Bezares, Caguas       | Criollas de Caguas    | 1 - 3 | Mets de Guaynabo      | 20-25, 25-11, 20-25, 18-25        |
| 24 febbraio 2013 Coliseo Mario Morales, Guaynabo           | Mets de Guaynabo      | 0 - 3 | Pinkin de Corozal     | 21-25, 16-25, 17-25               |
| 27 febbraio 2013 Coliseo Guillermo Angulo, Carolina        | Gigantes de Carolina  | 3 - 0 | Mets de Guaynabo      | 25-20, 25-16, 25-20               |
| 2 marzo 2013 Coliseo Rubén Rodríguez, Bayamón              | Vaqueras de Bayamón   | 3 - 1 | Mets de Guaynabo      | 16-25, 27-25, 25-23, 25-23        |
| 5 marzo 2013 Coliseo Mario Morales, Guaynabo               | Mets de Guaynabo      | 3 - 2 | Lancheras de Cataño   | 17-25, 23-25, 25-23, 26-24, 15-13 |
| 7 marzo 2013 Complejo Deportivo Emilio Huyke, Humacao      | Orientales de Humacao | 2 - 3 | Mets de Guaynabo      | 25-17, 25-19, 24-26, 24-26, 9-15  |
| 9 marzo 2013 Coliseo Mario Morales, Guaynabo               | Mets de Guaynabo      | 1 - 3 | Leonas de Ponce       | 14-25, 18-25, 25-23, 26-28        |
| 13 marzo 2013 Coliseo Mario Morales, Guaynabo              | Mets de Guaynabo      | 1 - 3 | Indias de Mayagüez    | 25-23, 24-26, 25-27, 11-25        |
| 19 marzo 2013 Coliseo Mario Morales, Guaynabo              | Mets de Guaynabo      | 3 - 1 | Valencianas de Juncos | 25-23, 22-25, 25-16, 25-19        |
| 24 marzo 2013 Coliseo Carmen Zoraida Figueroa, Corozal     | Pinkin de Corozal     | 3 - 1 | Mets de Guaynabo      | 25-18, 24-26, 25-19, 25-11        |
| 27 marzo 2013 Coliseo Mario Morales, Guaynabo              | Mets de Guaynabo      | 3 - 0 | Gigantes de Carolina  | 25-20, 32-30, 31-29               |
| 30 marzo 2013 Coliseo Cosme Beitia Sálamo, Cataño          | Lancheras de Cataño   | 3 - 0 | Mets de Guaynabo      | 25-17, 25-22, 25-21               |
| 3 aprile 2013 Coliseo Mario Morales, Guaynabo              | Mets de Guaynabo      | 0 - 3 | Vaqueras de Bayamón   | 19-25, 22-25, 22-25               |

#### Play-off
| Quarti di finale (gara 1) - 6 aprile 2013 Coliseo Héctor Solá Bezares, Caguas     | Criollas de Caguas    | 0 - 3 | Mets de Guaynabo      | 22-25, 20-25, 25-27               |
| Quarti di finale (gara 2) - 8 aprile 2013 Coliseo Rafael Amalbert, Juncos         | Orientales de Humacao | 1 - 3 | Mets de Guaynabo      | 25-16, 15-25, 20-25, 18-25        |
| Quarti di finale (gara 3) - 10 aprile 2013 Coliseo Mario Morales, Guaynabo        | Mets de Guaynabo      | 1 - 3 | Leonas de Ponce       | 25-19, 20-25, 23-25, 22-25        |
| Quarti di finale (gara 4) - 12 aprile 2013 Coliseo Salvador Dijols, Ponce         | Leonas de Ponce       | 3 - 0 | Mets de Guaynabo      | 25-17, 25-22, 25-23               |
| Quarti di finale (gara 5) - 14 aprile 2013 Coliseo Mario Morales, Guaynabo        | Mets de Guaynabo      | 0 - 3 | Criollas de Caguas    | 19-25, 14-25, 25-27               |
| Quarti di finale (gara 6) - 16 aprile 2013 Coliseo Mario Morales, Guaynabo        | Mets de Guaynabo      | 3 - 2 | Orientales de Humacao | 15-25, 25-21, 23-25, 25-17, 15-13 |
| Quarti di finale (spareggio) - 17 aprile 2013 Coliseo Héctor Solá Bezares, Caguas | Criollas de Caguas    | 3 - 0 | Mets de Guaynabo      | 25-23, 25-12, 25-13               |

## Statistiche

### Statistiche di squadra
| Competizione | Punti | In casa | In casa | In casa | In trasferta | In trasferta | In trasferta | Totale | Totale | Totale |
| Competizione | Punti | G       | V       | P       | G            | V            | P            | G      | V      | P      |
| ------------ | ----- | ------- | ------- | ------- | ------------ | ------------ | ------------ | ------ | ------ | ------ |
| LVSF         | 33    | 14      | 7       | 7       | 15           | 8            | 7            | 19     | 14     | 15     |
| Totale       | -     | 14      | 7       | 7       | 15           | 8            | 7            | 19     | 14     | 15     |

G = partite giocate; V = partite vinte; P = partite perse